# 诺拉 (魏玛地区县)
诺拉（德語：Nohra，發音：[ˈnoːʁa]）是德国图林根州魏玛地区县曾经的一个市镇，面积19.64平方千米，2014年1月2日人口为1,673人。2019年12月31日，诺拉所属的格拉默河谷管理共同体解散，其与另外8个成员市镇合并为新市镇格拉默塔尔。